# Acanmul
Acanmul ist eine  Ruinenstätte der Maya in Mexiko. Sie befindet sich auf der Halbinsel Yucatán im Bundesstaat Campeche, rund 25 Kilometer nördlich der Hauptstadt des Bundesstaates. Die Bedeutung von Acanmul beruht unter anderem darauf, dass die gesamte nähere Region archäologisch nur wenig bekannt ist und dort zumeist sehr kleine Fundorte beschrieben wurden.

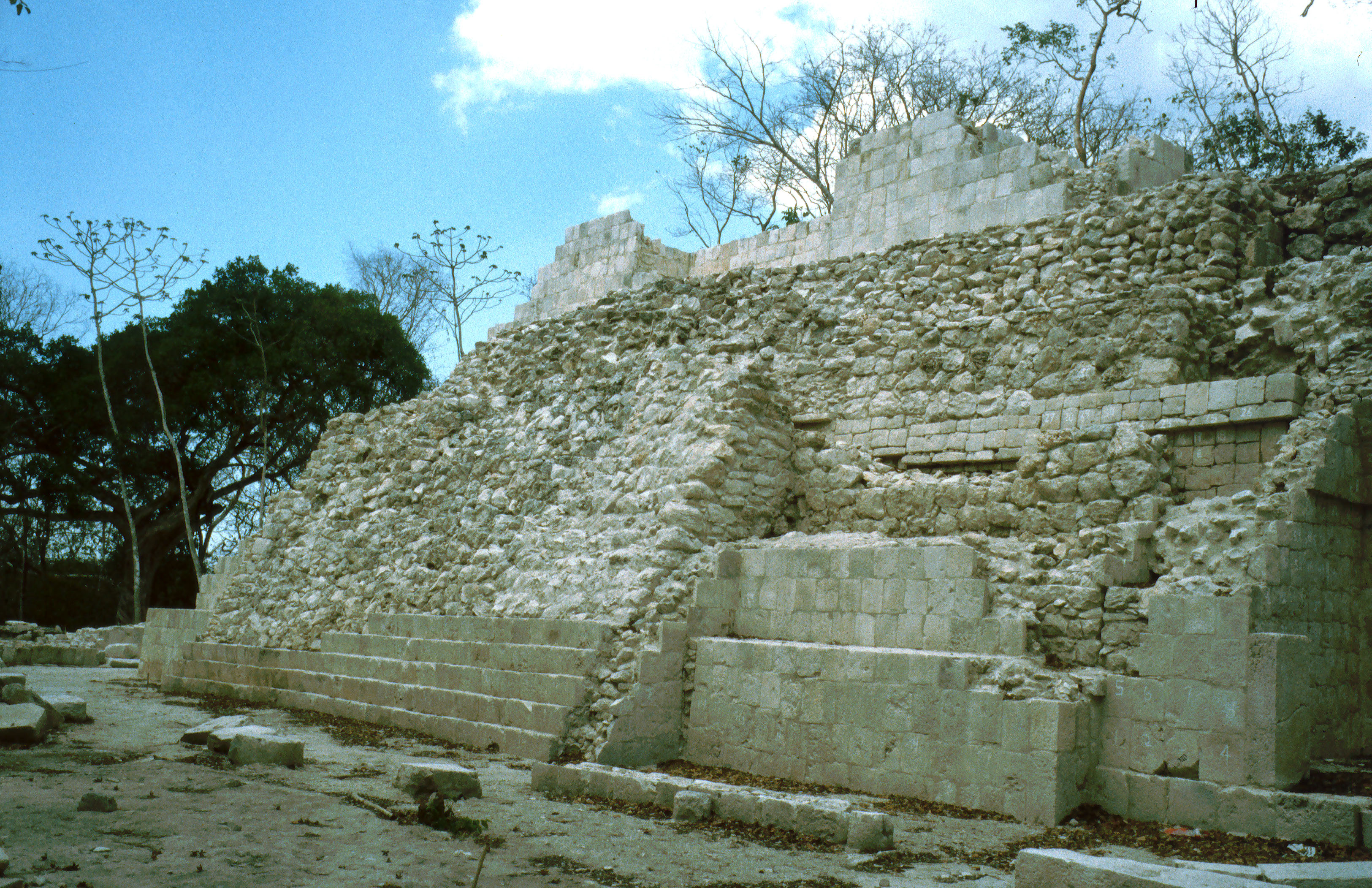
Mittelteil des Palastes von Acanmul

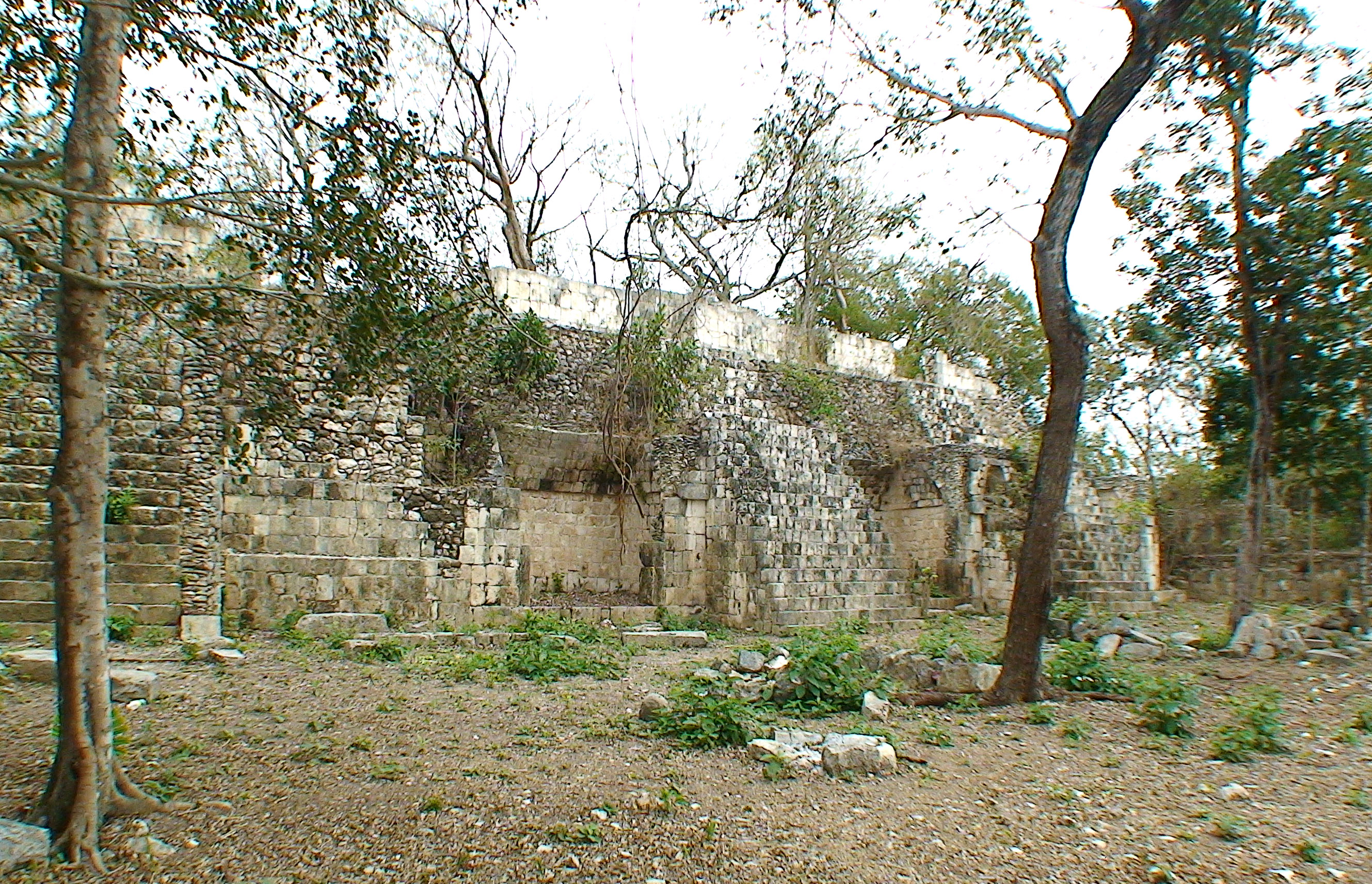
Rechter Teil des Palastes von Acanmul

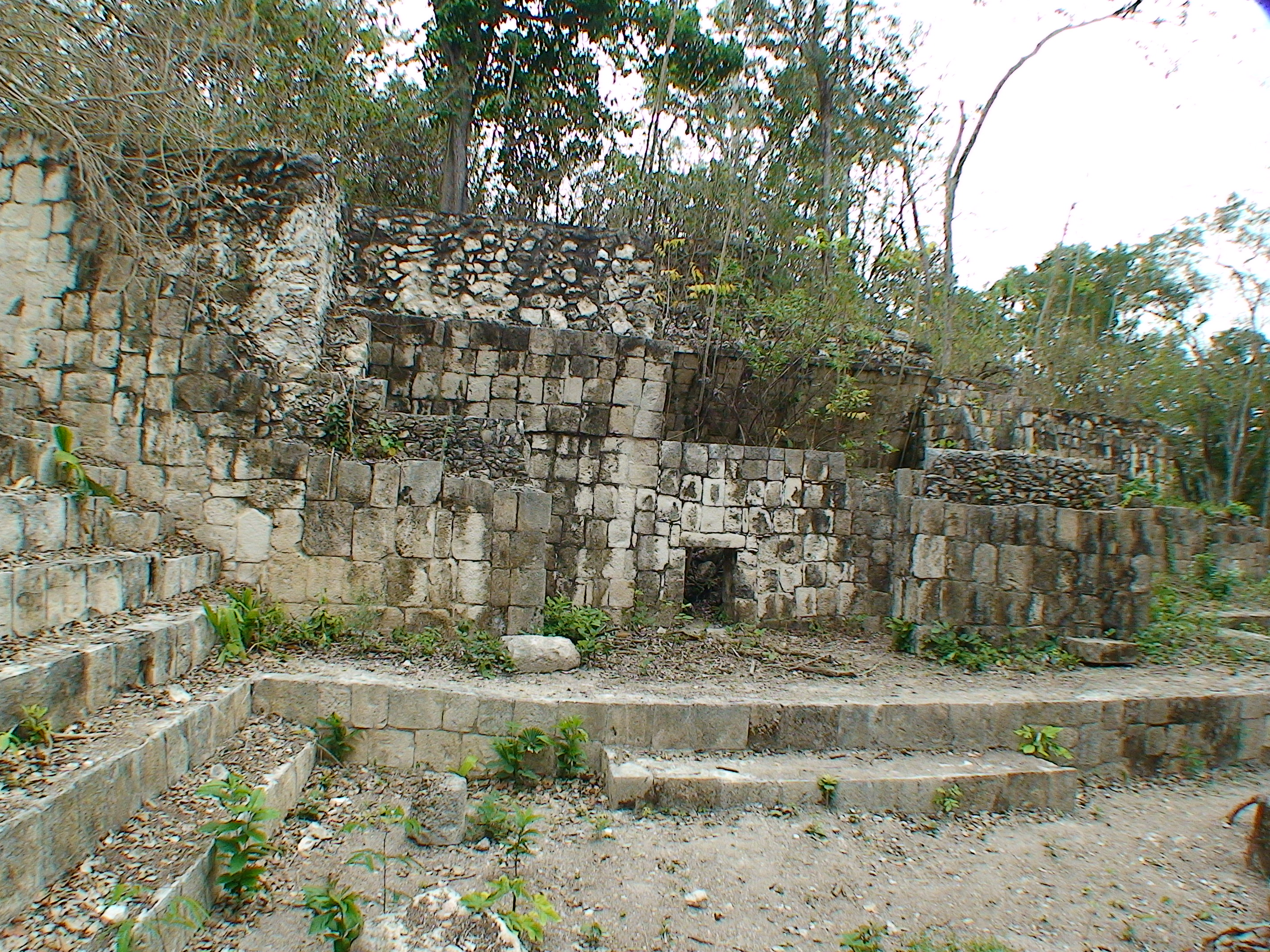
Schwitzbad

Die erste, allerdings nur kurze wissenschaftliche Beschreibung stammt von Harry E. D. Pollock. Seit dem Jahre 2000 fanden Ausgrabungen und Analysen unter der Leitung von Heber Ojeda und Joseph Ball statt, die nach wenigen Jahren abgebrochen wurden.
Im Zentrum der Aufmerksamkeit steht ein zweistöckiges Gebäude, das üblicherweise, seiner vermutlichen Zweckbestimmung nach, als Palast bezeichnet wird. Es stammt aus dem späten Klassikum und wurde mehrfach durch Überbauung verändert und erweitert. Das Gebäude steht auf einer sehr großen, breiten und hohen Terrasse fast die ganze Breite einnehmender Treppe, es besteht aus einer Reihe von Räumen auf dem Niveau dieser Terrasse, an der Südseite wie an der bisher nicht freigelegten Nordseite, zwischen denen Treppen zu einem über einem massiven Kern errichteten zweiten Stockwerk führen. Hinter den ebenerdigen Räumen ist an einzelnen Stellen eine senkrechte Außenwand sichtbar: In einer früheren Bauphase scheint der zweite Stock auf einem Mauerblock mit senkrechten Wänden geruht zu haben, denen später die beschriebenen Räume vorgesetzt wurden. In der Mitte des Gebäudes springt der massive Baukörper weit vor und ist in Stufen ausgeführt, die dort nach oben führende breite Treppe gibt den (unzutreffenden) Eindruck einer Pyramide. Das zweite Stockwerk besteht aus drei separaten Gebäuden mit einer Reihe von Räumen.
Rechts von der Plattform, auf der das Palastgebäude steht, finden sich kleinere Konstruktionen mit ebenfalls zwei Stockwerken, wobei das zweite Stockwerk der Oberfläche der beschriebenen Plattform entspricht. Der direkt an die Plattform anschließende Raum wurde später verändert: Eine Mauer zu dem rückwärtigen Raum wurde eingezogen, die nur einen niedrigen Durchschlupf freilässt. Mit dieser Nutzungsveränderung wurde ein Schwitzbad eingerichtet.

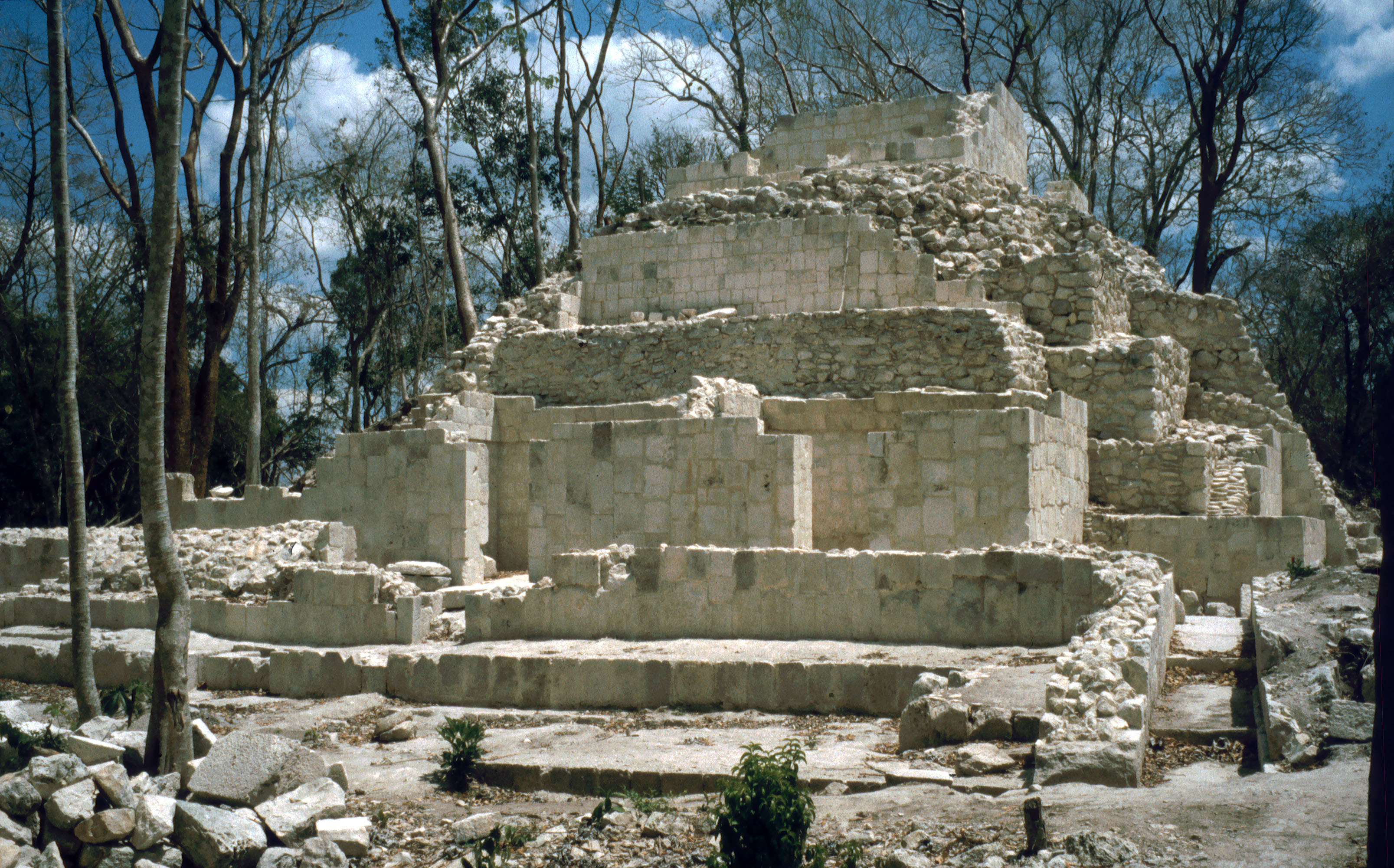
Zweistöckiger Palast von Acanmul, Seitenansicht

Unmittelbar benachbart findet sich ein sogenanntes C-förmiges Gebäude in ungewöhnlicher Bauausführung mittels gut bearbeiteter Verkleidungssteine. Acanmul weist außerdem einen Ballspielplatz und mehrere nicht freigelegte Pyramiden auf.
Der Fundort ist nicht offiziell für Besucher geöffnet und (2010) teilweise stark überwachsen.